# Erycia angulata
Erycia angulata är en tvåvingeart som först beskrevs av Wulp 1890.  Erycia angulata ingår i släktet Erycia och familjen parasitflugor. Inga underarter finns listade i Catalogue of Life.